# Рогатино (Ленинградская область)
Рога́тино (фин. Rokottina) — деревня в Рабитицком сельском поселении Волосовского района Ленинградской области.

## История
Впервые упоминается в Писцовой книге Водской пятины 1500 года как деревня Рогатино в Богородицком Врудском погосте.
На карте Ингерманландии А. И. Бергенгейма, составленной по материалам 1676 года, она обозначена как деревня Rogatina.
Как мыза Рокотино — на карте Ингерманландии А. Ростовцева 1727 года.
На карте Санкт-Петербургской губернии Ф. Ф. Шуберта 1834 года — как деревня Раготино.

РОГОТИНО — деревня принадлежит тайной советнице Пейкер, число жителей по ревизии: 34 м. п., 43 ж. п. (1838 год)

В пояснительном тексте к этнографической карте Санкт-Петербургской губернии П. И. Кёппена 1849 года она записана как деревня Rogotina (Роготино) и указано количество её жителей на 1848 год: савакотов — 17 м. п., 18 ж. п., всего 35 человек, русских — 43 человека.
На карте профессора С. С. Куторги 1852 года она обозначена как деревня Рогатино.

РОГАТИНО — деревня коллежского советника барона Врангеля, 10 вёрст по почтовой, а остальные по просёлочной дороге, число дворов — 14, число душ — 36 м. п. (1856 год)

Согласно «Карте Санкт-Петербургской губернии» 1860 года деревня называлась Роготино.

РОГАТИНО — деревня владельческая при колодце, по правую сторону Рожественского тракта, от Ямбурга в 53 верстах, число дворов — 13, число жителей: 29 м. п., 36 ж. п. (1862 год)

В 1871—1873 годах временнообязанные крестьяне деревни выкупили свои земельные наделы у барона Г. Г. Врангеля и стали собственниками земли.

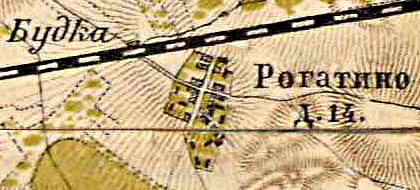
План деревни Рогатино. 1885 год

Согласно «Карте окрестностей Санкт-Петербурга» в 1885 году деревня Рогатино состояла из 14 крестьянских дворов.
Согласно материалам по статистике народного хозяйства Ямбургского уезда 1887 года имение при деревне Рогатино площадью 100 десятин принадлежало купцу И. М. Маркову, имение было приобретено в 1880 году за 2052 рубля.
В конце XIX — начале XX века деревня административно относилась ко Врудской волости 1-го стана Ямбургского уезда Санкт-Петербургской губернии. Население деревни было смешанным — финско-русским.
К 1913 году количество дворов в деревне увеличилось до 21.
С 1917 по 1927 год  деревня Рогатино входила в состав Ославского сельсовета Врудской волости Кингисеппского уезда.
Согласно данным переписи населения СССР 1926 года в деревне Рогатино проживали 105 человек, большинство русские, а также финны.
С 1927 года в составе Волосовского сельсовета Волосовского района.

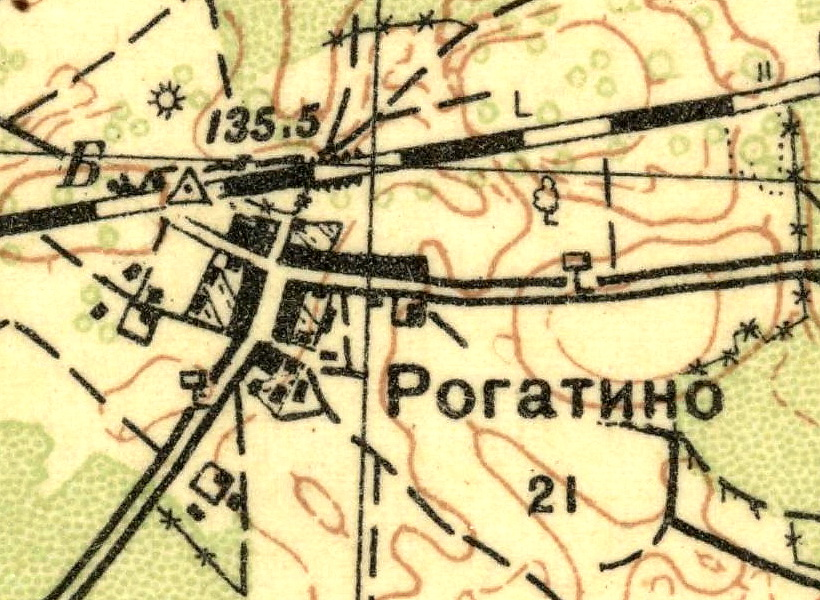
План деревни Рогатино. 1930 год

Согласно топографической карте 1930 года деревня также насчитывала 21 двор.
По данным 1933 года деревня Рогатино входила в состав Волосовского сельсовета Волосовского района.
В 1940 году население деревни составляло 197 человек.
С 1 августа 1941-го по 31 декабря 1943 года германская оккупация.
С 1963 года в составе Кингисеппского района.
С 1965 года вновь в составе Волосовского района. В 1965 году население деревни составляло 11 человек.
По данным 1966 и 1973 годов деревня Рогатино также находилась в составе Волосовского сельсовета.
По административным данным 1990 года деревня Рогатино входила в состав Рабитицкого сельсовета.
В 1997 году в деревне Рогатино проживали 57 человек, в 2002 году — 44 человека (русские — 96 %), в 2007 году — 52.

## География
Деревня расположена в центральной части района на автодороге 41А-002 (Гатчина — Ополье) в месте примыкания к ней автодороги 41К-053 (Рогатино — Горки).
Расстояние до административного центра поселения — 3 км.
Расстояние до ближайшей железнодорожной станции Волосово — 2 км.

## Демография
| 1862 | 2002 | 2007 | 2010 | 2017 |
| ---- | ---- | ---- | ---- | ---- |
| 65   | ↘44  | ↗52  | ↗80  | ↘77  |

### Национальный состав
Согласно данным Всероссийской переписи населения 2021 года в деревне проживали 66 человек, все русские.

## Достопримечательности
- Близ деревни находится курганно-жальничный могильник XI—XIV веков[34].